# Chahār Rāh-e Charī
Chahār Rāh-e Charī (persiska: چهار راه چری) är en ort i Iran.   Den ligger i provinsen Kohgiluyeh och Buyer Ahmad, i den centrala delen av landet, 500 km söder om huvudstaden Teheran. Chahār Rāh-e Charī ligger 1 243 meter över havet och antalet invånare är 196.
Terrängen runt Chahār Rāh-e Charī är varierad. Runt Chahār Rāh-e Charī är det ganska glesbefolkat, med 47 invånare per kvadratkilometer. Närmaste större samhälle är Band-e Āb Alvān, 16,8 km sydost om Chahār Rāh-e Charī. Omgivningarna runt Chahār Rāh-e Charī är i huvudsak ett öppet busklandskap.